# Công chúa Kunegunda
Công chúa Kunegunda là một nữ anh hùng trong truyền thuyết của người Sudetes, và được cho là đã sống trong lâu đài Kynast ở Ba Lan. Để trốn tránh hôn nhân, cô đặt ra một điều kiện là người chồng tương lai của cô phải hoàn thành một đường vòng theo các bức tường của lâu đài trên lưng ngựa mặc áo giáp. Khó khăn đặc biệt của nhiệm vụ nằm ở chỗ các bức tường hẹp hơn ở phía bên của lâu đài giáp với một vách đá. Nhiều hiệp sĩ đã chết khi cố gắng hoàn thành nhiệm vụ, cho đến khi một trong số họ hoàn thành nó và từ chối tình yêu của công chúa. Đáp lại, Kunegunda nhảy xuống vực để kết liễu cuộc đời.
Truyền thuyết đã hình thành nền tảng của những câu chuyện khác nhau của cả hai tác giả Ba Lan và không phải người Ba Lan, ví dụ Adam Mickiewicz và Friedrich Schiller.

## Huyền thoại
Kunegunda là một nàng công chúa xinh đẹp sống trong lâu đài trên đỉnh Chojnik. Sau cái chết của cha cô, cô bắt đầu cai trị lâu đài. Thú vui lớn nhất của cô là săn hươu và cưỡi ngựa. Bởi vì cô giàu có và xinh đẹp, nhiều hiệp sĩ quý tộc muốn trở thành chồng của cô, nhưng cô nói rằng cô sẽ chỉ cưới một hiệp sĩ có thể hoàn thành một đường vòng theo các bức tường của lâu đài trên lưng ngựa, trong khi mặc áo giáp, đội mũ bảo hiểm, với một thanh kiếm và khiên trong tay. Cô biết rằng những bức tường gần vực thẳm rất mỏng và coi nhiệm vụ là không thể hoàn thành. Nhiều người đã cố gắng và chết. Kunegunda thích xem đàn ông chết vì ham muốn cô. Sau một vài năm, khi người ta tin rằng mọi nỗ lực cuối cùng đã kết thúc vào mùa thu, không ai dám gạ gẫm tình yêu của Kunegunda. Công chúa đang có một cuộc sống bình lặng trong lâu đài của mình cho đến khi một hiệp sĩ kiêu hãnh xuất hiện. Đứng trước cổng lâu đài, người đàn ông hứa rằng anh ta sẽ đi vòng quanh các bức tường của lâu đài. Vào buổi tối, khi hiệp sĩ đang dùng bữa, anh ta bắt đầu nói về hành trình của mình một cách rất thú vị, và hầu hết những người hầu trong lâu đài đều chen chúc vào buồng. Kunegunda, được người giúp việc thông báo, muốn nghe câu chuyện nhưng công chúa quá tự hào nên không ngồi vào bàn với người hầu. Cô cũng không thể gọi người đấy đang mệt mỏi vào phòng vào buổi tối, vì vậy Kunegunda mặc váy của một hầu gái và trốn trong góc, nơi không có ai chú ý đến. Hiệp sĩ kể về gia đình và thành phố của mình - Cracow. Kunegunda nhận ra rằng cô đang yêu người đàn ông, người chắc chắn sẽ chết vào ngày hôm sau. Trong đêm, công chúa tuyệt vọng đã gửi người hầu gái cho hiệp sĩ với thông điệp rằng cô đã từ bỏ nghĩa vụ cưỡi ngựa quanh tường và sẽ cưới anh ta. Người đàn ông trả lời rằng anh ta là một hiệp sĩ chưa bao giờ thất hứa và anh ta sẽ thực hiện hành động.
Ngày hôm sau, bình minh Kunegunda bị đánh thức bởi tiếng kèn, điều đó có nghĩa là hiệp sĩ đã lên ngựa. Khi ở gần nơi nguy hiểm nhất, công chúa bắt đầu cầu nguyện với Chúa và Thánh Kunegunda để được giúp đỡ. Cuối cùng cô ngất đi. Cô tỉnh lại khi nghe thấy tiếng cười vui vẻ. Công chúa chạy nhanh đến chỗ hiệp sĩ và tuyên bố rằng cô sẽ trở thành vợ anh. Tuy nhiên, trái với mong đợi của Kunegunda, hiệp sĩ nói rằng anh ta không đến để kết hôn, mà là hoàn thành đường vòng theo các bức tường của lâu đài và để kiềm chế sự tàn nhẫn của cô, điều này đã gây ra cái chết của nhiều người đàn ông dũng cảm, những người có mục tiêu cao nhất và nên tưởng nhớ như những anh hùng. Anh ta tuyên bố rằng anh ta sẽ không bao giờ cưới một người phụ nữ phạm tội giết người và sau đó anh ta rời Chojnik.
Truyền thuyết kết thúc theo ba cách khác nhau. Phiên bản nổi tiếng nhất nói rằng công chúa không thể chịu đựng sự xấu hổ và nhảy qua vách đá. Cô ấy chết và xác chết bị quỷ đưa xuống địa ngục. Vì lý do đó, con đường chạy từ lâu đài đến vực thẳm được gọi là Droga Kunegundy (Đường Kunegunda) hoặc Droga przez piekło (Đường xuyên qua địa ngục) và thung lũng mà con đường này đi qua - Piekielna Dolina (Thung lũng Hellish).
Phiên bản thứ hai nói rằng Kunegunda đã chết trong tu viện mà cô tham gia với lòng sám hối.
Kết thúc thứ ba kể về cuộc hôn nhân của Kungunda với hiệp sĩ người Đức Elwardt von Ehrbach, người đã từng đi chu du với cô trong trang phục quần áo đầy tớ. Kunegunda đánh sập bức tường ở vách đá và trả tiền cho những người thân của các linh hồn của các hiệp sĩ đã chết. Cô ấy muốn mọi người tha thứ cho sự tàn nhẫn của cô ấy, vì vậy cô ấy đã từ thiện rất nhiều.

## Công chúa Kunegunda trong văn học
- Friedrich Schiller đã sử dụng câu chuyện về công chúa Kunegunda trong Der Handschuh. Adam Mickiewicz đã dịch nó sang tiếng Ba Lan, mang tên Rkawiczka và đổi tên của nữ anh hùng thành Marta.[2]
- Theodor Körner - ballad Der Kynast
- Friedrich Rückert - ballad Die Begrüssung auf dem Kynast
- Józef Sykulski - Kunegunda księżniczka na zamku Kynast